# 앨번 윌리엄 바클리
앨번 윌리엄 바클리(영어: Alben William Barkley, 1877년 11월 24일 ~ 1956년 4월 30일)는 미국의 정치인으로 해리 트루먼 대통령 시절 제35대 부통령 (1949년 ~ 1953년)으로 재직했다.

## 어린 시절과 교육
켄터키주 그레이브스군에서 태어난 바클리는 존 윌슨과 일렉타 일라이자 스미스의 맏아들이었으며 7명의 남녀 동생들이 있었다. 그의 부모는 담배잎 농부들이었다.
1897년 바클리는 클린턴군에 있는 감리교 운영의 마빈 칼리지를 문학사와 함께 졸업하였다. 그 후에 그는 에모리 대학교와 버지니아 대학교 법학대학원에서 전공하였다.

## 명성을 얻으며
1901년 법정으로 수용된 바클리는 시초적으로 매크라켄군 퍼듀카에서 법률 실행을 하였다. 그는 매크라켄군을 위한 검찰관 (1905년 ~ 1909년)과 재판관 (1909년 ~ 1913년)을 지냈다.

## 정치 경력
바클리는 민주당 소속으로 63차 의회로 선출되어 1913년 3월 4일부터 1927년 3월 3일까지 기간을 다루는 다음 6개의 의회에서 지냈다. 연방 상원으로서 서는 데 선택하는 대신 1926년 후보 재지명을 추구하지 않았다. 1926년 그는 연방 상원으로 선출되어 1932년, 1938년과 1944년 재선되었다. 그러므로 그는 1927년 3월 4일부터 자신이 사임했던 1949년 1월 19일까지 통하여 연방 상원을 지냈다.
1937년 ~ 1947년 기간 동안 바클리는 민주당 간부 회의 의장은 물론 다수당 지도자였다. 1947년 ~ 1949년 기간 동안 그는 소수당 원내 총무 겸 민주당 간부 회의 의장이었다.
1948년 바클리는 해리 S. 트루먼 대통령과 함께 민주당 공천 후보에 제35대 부통령으로 선출되었다. 1949년 1월 20일 부통령으로 취임하여 재직 기간 동안 40년 가까이 하원과 상원에서 재직한 경험을 살려 무난하게 업무를 처리하였다. 1952년 미국 대통령 선거 출마를 시도했으나 나이가 많은 점이 약점으로 작용, 민주당 경선에서 패하여 후보로 선출되지 못했다. 대신 연방 상원으로서 재선되어 1955년 1월 3일부터 1956년 4월 30일 자신의 사망까지 지냈다.

## 개인 생활
바클리의 첫 부인은 도로시 브라우어 (1882년 ~ 1947년)이었고, 부부는 1903년 6월 23일에 결혼하여 함께 3명의 자녀들 - 데이비드 (1906년 ~ 1983년), 매리언 프란세스 (1909년 ~ 1996년)와 로라 루이즈 (1911년 ~ 1987년)를 두었다. 1947년 도로시 여사가 사망하자 그는 2년 후 11월 18일 재혼하였다. 그의 두번째 부인은 그보다 33세 연하의 미망인 제인 러커 해들리였다.
그의 손자는 그에게 그의 부통령의 칭호에 수법인 "Veep"라는 별명을 주었으며 대중매체가 발견하여 그것을 쓸때 고착되었다.

## 종교
바클리는 장로교 집안에서 자라오고, 부친이 교회 장로였으나 대학 시절에 감리교 신앙으로 개종하였다.

## 역대 선거 결과
| 선거명      | 직책명                      | 대수 | 정당   | 득표율 | 득표수 (선거인단)    | 결과 | 당락                   |
| ----------- | --------------------------- | ---- | ------ | ------ | -------------------- | ---- | ---------------------- |
| 1912년 선거 | 하원의원 (켄터키 제1선거구) | 63대 | 민주당 | 64.47% | 22,591표             | 1위  | 켄터키주 하원의원 당선 |
| 1914년 선거 | 하원의원 (켄터키 제1선거구) | 64대 | 민주당 | 65.90% | 18,407표             | 1위  | 켄터키주 하원의원 당선 |
| 1916년 선거 | 하원의원 (켄터키 제1선거구) | 65대 | 민주당 | 63.67% | 30,029표             | 1위  | 켄터키주 하원의원 당선 |
| 1918년 선거 | 하원의원 (켄터키 제1선거구) | 66대 | 민주당 | 66.78% | 19,998표             | 1위  | 켄터키주 하원의원 당선 |
| 1920년 선거 | 하원의원 (켄터키 제1선거구) | 67대 | 민주당 | 64.34% | 50,635표             | 1위  | 켄터키주 하원의원 당선 |
| 1922년 선거 | 하원의원 (켄터키 제1선거구) | 68대 | 민주당 | 69.96% | 9,492표              | 1위  | 켄터키주 하원의원 당선 |
| 1924년 선거 | 하원의원 (켄터키 제1선거구) | 69대 | 민주당 | 66.95% | 41,861표             | 1위  | 켄터키주 하원의원 당선 |
| 1926년 선거 | 상원의원 (켄터키 제3부)     | 70대 | 민주당 | 51.84% | 286,997표            | 1위  | 켄터키주 상원의원 당선 |
| 1932년 선거 | 상원의원 (켄터키 제3부)     | 73대 | 민주당 | 59.15% | 575,087표            | 1위  | 켄터키주 상원의원 당선 |
| 1938년 선거 | 상원의원 (켄터키 제3부)     | 76대 | 민주당 | 62.03% | 346,735표            | 1위  | 켄터키주 상원의원 당선 |
| 1944년 선거 | 상원의원 (켄터키 제3부)     | 79대 | 민주당 | 54.81% | 464,053표            | 1위  | 켄터키주 상원의원 당선 |
| 1948년 선거 | 미국의 부통령               | 35대 | 민주당 | 49.55% | 24,179,345표 (303명) | 1위  | 미국의 부통령 당선     |
| 1954년 선거 | 상원의원 (켄터키 제2부)     | 84대 | 민주당 | 54.46% | 434,109표            | 1위  | 켄터키주 상원의원 당선 |